# Брукстон (Индијана)
Брукстон (енгл. Brookston) град је у америчкој савезној држави Индијана.

## Демографија
По попису из 2010. године број становника је 1.554, што је 163 (-9,5%) становника мање него 2000. године.
| Група             | 2000.         | 2010.         |
| Белци             | 1.679 (97,8%) | 1.497 (96,3%) |
| Афроамериканци    | 1 (0,1%)      | 0 (0,0%)      |
| Азијати           | 3 (0,2%)      | 3 (0,2%)      |
| Хиспаноамериканци | 25 (1,5%)     | 40 (2,6%)     |
| Укупно            | 1.717         | 1.554         |